# Nízkoprahové zařízení
Nízkoprahové zařízení je sociální služba definovaná v zákoně o sociálních službách. Je snadno dostupné a klientům zpravidla bezplatně nabízí potřebnou službu bez administrativních a jiných překážek. Výraz „nízkoprahovost“ zahrnuje snadnou dostupnost pro všechny klienty. Obvykle nevyžaduje žádná doporučení, posudky a potvrzení a jeho pracovníci někdy sami vyhledávají potřebné lidi přímo v terénu, na ulicích, na nádražích, ve slumech a podobně. Odtud také označení streetworker. Zařízení tohoto druhu často provozují nestátní neziskové organizace. Poskytuje ambulantní, pobytové či terénní služby nejčastěji prostřednictvím volnočasových aktivit.
V České republice sdružuje poskytovatele nízkoprahových sociálních služeb Česká asociace streetwork (zkr. ČAS).

## Rozdělení
1. Nízkoprahová denní centra – ambulantní a terénní služby pro osoby bez přístřeší.[1]
2. Nízkoprahová zařízení pro děti a mládež – ambulantní a terénní služby pro děti a mládež (6–26 let) ohrožené společensky nežádoucími jevy.[2]
3. Nízkoprahové terénní programy – terénní programy pro osoby bez přístřeší a osoby závislé na návykových látkách.[3]
4. Kontaktní centra – ambulantní a terénní služby pro osoby závislé na návykových látkách.[4]

## Cíle
- zlepšení kvality života
- prevence vyloučení ze společnosti
- minimalizování sociálních rizik
- orientace v přirozeném prostředí
- předcházení a mírnění rizikového chování
- nabídnutí možnosti trávení volného času
- pomoc při zvládání životních událostí vlastními silami
- prevence sociálně patologických jevů
- spolupráce s dalšími subjekty

## Cílová skupina
Cílová skupina se liší dle určení nízkoprahového zařízení. Mohou to být lidé bez přístřeší, sociálně vyloučení nebo jinak ohrožení, kteří potřebují pomoc. Dle věku se mohou nízkoprahová zařízení specializovat na následující skupiny:
- mladší školní věk (6–12 let)
- starší školní věk (13–18 let)
- mladí dospělí (19–26 let)
- dospělí (27–64 let)
- mladší senioři (65–80 let)

## Principy a zásady
Při práci s klienty se nízkoprahové zařízení řídí dle následujících principů a zásad.

### Principy
- Princip nízkoprahovosti – výraz "nízkoprahovost" zahrnuje snadnou dostupnost pro všechny klienty.
- Princip volného vstupu – také tzv. "volné dveře" je princip, který umožňuje uživatelům dobrovolně docházet do zařízení.
- Princip dobrovolnosti – klienti nemají žádnou povinnost do nízkoprahového zařízení docházet, záleží na jejich dobrovolném rozhodnutí.
- Princip individuálního přístupu – ke každému klientovi se přistupuje jako k individuální osobnosti, která má své názory, potřeby a problémy.
- Princip anonymity a mlčenlivosti – dle zákona č. 101/2000 Sb., o ochraně osobních údajů se veškeré údaje o klientech udržují v důvěrnosti zařízení. Uživatelé mají právo zůstat v anonymitě.
- Princip dodržování práv – nízkoprahové zařízení se zasazuje dodržovat o dodržování základních lidských práv chráněných Listinou základních práv a svobod.
- Princip flexibility – služby se přizpůsobují na přání a potřeby klienta.

### Zásady
- Nezávislost – pracovníci nízkoprahových zařízeních musí služby poskytovat nezávisle na svých názorech, postojích a myšlenkách.
- Nestrannost – pracovníci nízkoprahového zařízení musí přistupovat ke klientům nezaujatě a nestranně.
- Diskrétnost – dle principu anonymity a mlčenlivosti zachovávají pracovníci nízkoprahového zařízení informace o klientech v tajnosti.
- Odbornost – pracovní tým nízkoprahového zařízení je složen z odborníků, kteří mají pro svoji profesi příslušné vzdělání.
- Bezplatnost – zásada bezplatnosti zajišťuje klientům vstup do zařízení bez nutnosti platit za poskytované služby.
- Dodržování právních předpisů – poskytování služeb se vždy řídí aktuálními právními předpisy.

## Poskytované služby
- Kontaktní práce
- Výchovné, aktivizační a sociálně terapeutické programy
- Nabídka volnočasových aktivit
- Upevňování motorických a sociální dovedností
- Sociální poradenství
- Doučování
- Dílny (sportovní, taneční, kreativní)
- Pomoc s přípravou do školy
- Nabídka kroužků (sportovní, taneční, kreativní)
- Zprostředkování kontaktu se společenským prostředím
- Pomoc při uplatňování práv
- U uživatelů užívajících drogy harm reduction program – kontaktní práce, výměnný program stříkaček a jehel, hygienický servis

## Proces poskytování služby
1) Vyhledání potenciálního zájemce o službu – většinou si zájemce o službu vyhledá informace sám z různých zdrojů – internet, informační střediska, od dalších subjektů, reference od známých apod.
2) První kontakt se zájemcem o službu – budoucí uživatel služby se obeznámí s obsahem služby, s pravidly, cenou za služby, práv poskytování služby.
3) Smlouva o poskytování služby – může být jak ústní, tak písemná. Písemná smlouva musí obsahovat: označení smluvních stran, druh sociální služby, rozsah poskytování služby, místo a čas poskytování služby. Smlouva se musí stvrdit informovaným souhlasem, kde uživatel služby souhlasí s docházením do nízkoprahového zařízení, že chce využívat prostory a vybavení zařízení a že bude dodržovat pravidla stanovená zařízením.
4) Plán na poskytování služby – plánování poskytování služby začíná při uzavírání smlouvy, kde se plánuje cíl, kterého chce pracovník nízkoprahového zařízení a uživatel služby dosáhnout.
5) Poskytování služby – samotné užívání služby je definováno výše v poskytovaných službách.
6) Ukončení procesu poskytování služby – může k němu dojít ústně či písemně mezi uživatelem a pracovníkem nízkoprahového zařízení, ale i jednostranně. Většinou k ukončení dojde, pokud byly cíle poskytování služby splněny a uživatel službu již nepotřebuje. Také však může u uživatele nadejít nezájem o služby, nemusí být spokojený, porušuje právní předpisy či neplní dohody stanovené na začátku ve smlouvě.

### Legislativa
- Zákon č. 108/2006 Sb., o sociálních službách, dostupný např. na Zákony pro lidi.cz
- Vyhláška Ministerstva práce a sociálních věcí ČR č. 505/2006 Sb., kterou se provádějí některá ustanovení zákona o sociálních službách, dostupná např. na Zákony pro lidi.cz
- Dílo Listina základních práv a svobod ve Wikizdrojích
- Zákon č. 101/2000 Sb., o ochraně osobních údajů, dostupný např. na Zákony pro lidi.cz